# Prevail
Prevail è il nono album del gruppo death metal canadese Kataklysm pubblicato nel 2008 dalla Nuclear Blast.

## Tracce
1. Prevail – 3:54
2. Taking the World by Storm – 3:59
3. The Chains of Power – 3:19
4. As Death Lingers – 3:30
5. Blood in Heaven – 5:15
6. To the Throne of Sorrow – 4:49
7. Breathe to Dominate – 3:59
8. Tear Down the Kingdom – 4:21
9. The Vultures Are Watching – 5:57
10. The Last Effort (Renaissance II) – 5:01

Nella versione Digipack era incluso anche un DVD bonus con il video di Taking the World by Storm una galleria fotografica ed il concerto del dicembre 2007 ai DeepRockDrive studios di Las Vegas, dove le canzoni erano state scelte dai fans secondo una votazione OnLine..
1. "Like Angels Weeping (The Dark)"
2. "As I Slither"
3. "In Shadows & Dust"
4. "Crippled and Broken"
5. "The Ambassador of Pain"
6. "Let Them Burn"
7. "Manipulator of Souls"
8. "The Resurrected"
9. "Face The Face of War"
10. "Where The Enemy Sleeps"
11. "The Road To Devastation"

Il bassista Stéphane Barbe non ha preso parte a questo concerto ed è stato sostituito da François Mongrain dei Martyr. Il motivo era che Stéphane era a casa per la nascita della figlia.

## Formazione
- Maurizio Iacono – voce
- Jean-François Dagenais – chitarra
- Stephane Barbe – basso
- Max Duhamel – batteria